# Fabrice Philipot
Fabrice Philipot (Montbard, 24 de setembro de 1965 – 17 de junho de 2020) foi um ciclista de estrada francês. Fez sua estreia como profissional no ano de 1988 e aposentou-se após a campanha de 1994.
Morreu no dia 17 de junho de 2020, aos 54 anos.